# Чурсин, Сергей Николаевич
Сергей Николаевич Чурсин (22 июня 1968) — советский и российский футболист, защитник, полузащитник.

## Биография
Воспитанник ДЮСШ «Знамя Труда» Орехово-Зуево. Бо́льшую часть карьеры провёл в клубах низших дивизионов СССР и России. Выступал за команды «Знамя Труда» (1986, 1989—1991, 1994—1996), «Машук» Пятигорск (1991—1992), «Ока» Коломна (1992—1993), «Спартак» Луховицы (1997), «Краснознаменск-Селятино» (1998), «Динамо» Шатура (1998, КФК).
В 2000 году сыграл 12 матчей в чемпионате Белоруссии за «Неман-Белкард» Гродно.
В 1996 году играл в Китае. Выступал за вьетнамские клубы «Сонг Да Намдинь» (2000/01), с которым занял 2 место в высшей лиге Вьетнама, а так же «Кханьхоа» (2001/02).
В 2004—2005 годах — тренер ФК «Знамя Труда».
В 2005—2007 годах — администратор ФК «Знамя Труда».
В 2007—2010 годах — директор ДЮСШ «Знамя Труда».
С февраля 2019 года — тренер в ДЮСШ «Знамя Труда».